# Eteni Longondo
Eteni Longondo est un médecin et homme politique congolais né le 1er janvier 1965 à Kinshasa. Membre de l'Union pour la démocratie et le progrès social (UDPS), il est ministre de la Santé dans le gouvernement Ilunga de 2019 à 2021, sous la présidence de Félix Tshisekedi. Il est par la suite élu député du territoire d'Ikela en janvier 2024.

## Biographie

### Études et carrière médicale
De son nom complet André Eteni Longondo, il naît le 1er janvier 1965 à Kinshasa.
Il fait ses études supérieures à l'université de Kinshasa, où il étudie la médecine générale. Après avoir obtenu son diplôme, il devient médecin de l'équipe de RDC de football, puis part au Swaziland pour devenir médecin généraliste. Il étudie par la suite la santé publique à l'université de Washington et décide de rester aux États-Unis pour travailler au sein du département de santé publique de la ville de Seattle.
Il travaille également dans plusieurs organismes internationaux au cours de sa carrière, tels que World Vision, Mercy Corps, Samaritan's Purse, Save the Children ou encore l'Agence des États-Unis pour le développement international (USAID).

### Carrière politique
En 2014, Eteni Longondo est nommé par Étienne Tshisekedi secrétaire général adjoint de l'Union pour la démocratie et le progrès social (UDPS), parti d'opposition.
Durant l'élection présidentielle de 2018, il soutient la candidature du fils de ce dernier, Félix Tshisekedi, qui remporte l'élection.

#### Ministre de la Santé

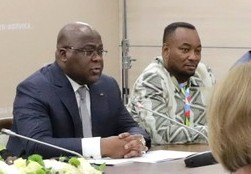
Eteni Longondo (à droite) aux côtés du président Félix Tshisekedi à Sotchi (Russie) en octobre 2019

Le 26 août 2019, il est nommé ministre de la Santé au sein du gouvernement Ilunga, et prend ses fonctions le 9 septembre, succédant au ministre intérimaire Pierre Kangudia. Lors de sa prise de fonction, il annonce vouloir renforcer le système de santé, résoudre le problème de la prime des médecins ainsi que vouloir mettre fin au problème des travailleurs fictifs,.
En tant que ministre de la Santé, il hérite de la gestion de deux crises sanitaires importantes : une épidémie d'Ebola, l'une des plus graves que le pays ait connues (dont il annoncera la fin officielle le 25 juin 2020), ainsi qu'une épidémie de rougeole.
En octobre 2019, lors d'un sommet Russie-Afrique à Sotchi, il signe un accord de coopération dans le domaine épidémiologique entre la RDC et la Russie avec Anna Popova.

##### Pandémie de Covid-19
À partir de mars 2020, il doit gérer la crise sanitaire liée à la pandémie de Covid-19. Des critiques concernant la gestion des moyens alloués à la lutte contre l'épidémie se font jour à partir de juin 2020. Jean-Jacques Muyembe de l'INRB, qui est chargé de la riposte, annonce avoir reçu à peine plus d'un million de dollars, alors que le gouvernement en a officiellement dépensé plus de 27 millions pour lutter contre l'épidémie. Dans un communiqué publié le 21 juin, Eteni Longondo rend alors public un rapport sur la gestion de ces fonds par son ministère.
Le 6 juillet, des soignants de Kinshasa engagés dans la lutte contre l'épidémie se mettent en grève illimitée, accusant le ministère de ne pas payer leurs primes depuis 3 mois. Le ministre explique alors ce retard par des listes erronées, qui auraient été gonflées avec les noms d'agents ne participant pas à la riposte.
En juillet 2020, les accusations de malversations se multiplient à l'encontre du ministre. Le 3 juillet, le député du PPRD François Nzekuye dénonce, dans une question écrite, la « gestion catastrophique » du ministère, et l'accuse d'avoir mis en place un système de rétrocommissions. Il le soupçonne également d'avoir mis en circulation des médicaments périmés. Eteni Longondo promet alors de venir s'expliquer devant les députés s'il est officiellement saisi. Le 7 juillet, un rapport confidentiel au Premier ministre fuite sur les réseaux sociaux, dans lequel il est mis en cause par son vice-ministre Albert Mpeti Biyombo (membre du FCC, coalition pro-Kabila). Celui-ci dénonce des « réseaux mafieux » au sein de son ministère, qui auraient détourné les fonds alloués à la lutte contre le Covid-19, et accuse le ministre et d'autres membres du gouvernement de toucher des pots-de-vin lors de l'attribution de contrats. Jules Alingete Key, inspecteur général des finances, lance alors un audit au ministère. En réponse à ces accusations, Eteni Longondo annonce porter plainte contre X pour diffamation. Des médecins manifestent par la suite pour demander la démission du ministre, l'accusant de « détournement ».
En novembre 2020, il restitue 721 900 dollars au Trésor public congolais, mal utilisés dans le cadre de la riposte contre le Covid-19 (prime « trop perçue », double paiement accidentel, etc.),.
Lors de la nomination du gouvernement Lukonde, il n'est pas reconduit à son poste, et est remplacé le 28 avril 2021 par Jean-Jacques Bungani.

##### Ennuis judiciaires
Le 27 août 2021, accusé par l'Inspection générale des finances (IGF) d'avoir détourné plus de 7 millions de dollars de la riposte contre le Covid-19 pendant qu'il était Ministre de la Santé, Eteni Longondo est auditionné au parquet général près la Cour de cassation de Kinshasa. Le jour même, il est placé sous mandat d'arrêt provisoire et incarcéré à la prison centrale de Makala.
Rejetant ces accusations, il présente des pièces justificatives pour démontrer son innocence et est libéré provisoirement le 14 septembre. Cette libération provoque la polémique au sein de l'opinion congolaise, certains observateurs estimant que son arrestation n'était qu'une mise en scène pour « calmer la pression populaire ».
Le 7 juin 2023, il est finalement acquitté par la justice.

#### Député d'Ikela
Candidat lors des législatives de décembre 2023 sous les couleurs de l'UDPS, il est élu député du territoire d'Ikela, dans la province de Tshuapa,.
Au cours de l'année 2024, il s'oppose au leadership d'Augustin Kabuya, secrétaire général à la tête de l'UDPS, qu'il accuse de mauvaise gestion, créant ainsi une crise au sein du parti présidentiel. Il rédige courant juin une lettre adressée à ce dernier pour demander une réorganisation du parti. Puis, le 8 juillet 2024, il organise une conférence de presse où il appelle à la convocation d'un congrès et à la suspension des activités du parti,. Il est suivi dans cette initiative par une trentaine de secrétaires nationaux, qui rédigent un communiqué commun le 11 juillet réclamant le départ du secrétaire général. Augustin Kabuya critique de son côté l'initiative d'Eteni Longondo lors de différents meetings, estimant que ce dernier serait instrumentalisé par des ennemis du président afin de semer intentionnellement le chaos dans son parti.